# Arthur Space
Pour les articles homonymes, voir Space.
(Charles) Arthur Space est un acteur américain, né le 12 octobre 1908 à New Brunswick (New Jersey), mort le 13 janvier 1983 à Los Angeles — quartier d'Hollywood (Californie).

## Biographie
Au cinéma, Arthur Space contribue (comme second rôle de caractère ou dans des petits rôles non-crédités) à cent-soixante-dix films américains — dont des westerns —, sortis entre 1941 et 1980.
Citons Le Grand Boum de S. Sylvan Simon (1944, avec Laurel et Hardy), La Rivière d'argent de Raoul Walsh (1948, avec Errol Flynn et Ann Sheridan), La Muraille d'or de Joseph Pevney (1955, avec Jane Russell et Jeff Chandler), L'Odyssée de Charles Lindbergh de Billy Wilder (1957, avec James Stewart et Murray Hamilton), Un amour de Coccinelle de Robert Stevenson (1974, avec Dean Jones et Michele Lee), ainsi que L'Inévitable Catastrophe d'Irwin Allen (1978, avec Michael Caine et Katharine Ross).
Pour la télévision, outre quatre téléfilms, Arthur Space collabore surtout à cent-trois séries américaines (de western notamment) entre 1952 et 1981, dont Lassie (quarante-et-un épisodes dans le rôle du docteur Frank Weaver, 1955-1964), Le Grand Prix (en) (cinquante-huit épisodes dans le rôle d'Herbert Brown, aux côtés d'Ann Doran, 1960-1962), Les Mystères de l'Ouest (trois épisodes, 1965-1968), L'Homme de fer (trois épisodes, 1968-1972) et Lou Grant (trois épisodes, 1978-1981).

## Filmographie partielle

### Cinéma
- 1942 : The Bugle Sounds de S. Sylvan Simon : Hank
- 1942 : Rio Rita de S. Sylvan Simon : Trask
- 1942 : Tennessee Johnson de William Dieterle : un docteur
- 1942 : Prisonniers du passé (Random Harvest) de Mervyn LeRoy : le deuxième patient traumatisé
- 1942 : Tortilla Flat de Victor Fleming : M. Brown
- 1942 : Quelque part en France (Reunion in France) de Jules Dassin : Henker (officier allemand)
- 1942 : Grand Central Murder de S. Sylvan Simon : le détective avec Doolin
- 1943 : This Is the Army de Michael Curtiz : un soldat
- 1943 : Un nommé Joe (A Guy Named Joe) de Victor Fleming : un capitaine à l'aéroport de San Francisco
- 1943 : La Bête (Whistling in Brooklyn) de S. Sylvan Simon
- 1944 : Le Corps céleste (The Heavenly Body) d'Alexander Hall : Pierson
- 1944 : Le Président Wilson (Wilson) d'Henry King : Francis Sayre
- 1944 : Le Grand Boum (The Big Noise) de Malcolm St. Clair : Alva P. Hartley
- 1944 : La Femme au portrait (The Woman in the Window) de Fritz Lang : Capitaine Kennedy
- 1944 : Tendre Symphonie (Music for Millions) d'Henry Koster : un colonel
- 1945 : Le Fils de Lassie (Son of Lassie) de S. Sylvan Simon : un adjudant
- 1946 : The Cockeyed Miracle de S. Sylvan Simon

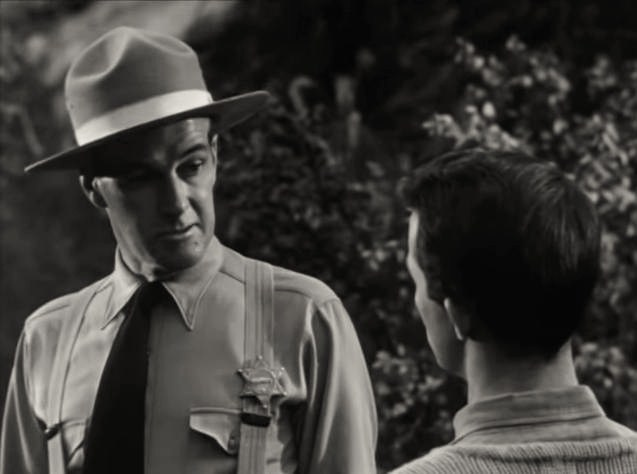
Dans La Maison rouge
(1947), avec Lon McCallister de dos.

- 1946 : Beauté noire (Black Beauty) de Max Nosseck

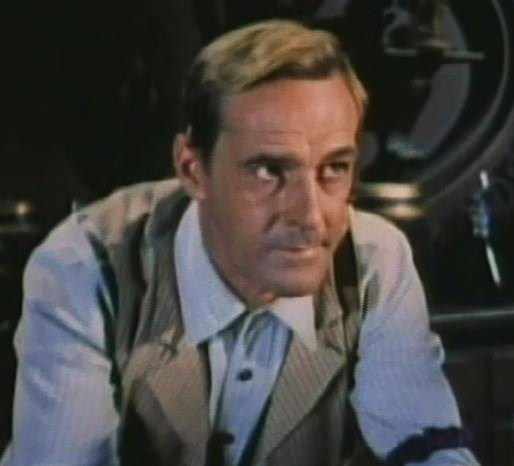
Dans Les Rôdeurs de l'aube (1955)

- 1946 : L'Ange et le Bandit (Bad Bascomb) de S. Sylvan Simon : le shérif de Timber City
- 1946 : Le Courage de Lassie (Courage of Lassie) de Fred M. Wilcox : un officier
- 1946 : Une fille perdue (That Brennan Girl) d'Alfred Santell : M. Krasman
- 1947 : Telle mère, telle fille (Millie's Daughter) de Sidney Salkow : Tappie
- 1947 : J'accuse cette femme (Mr. District Attorney) de Robert B. Sinclair
- 1947 : La Maison rouge (The Red House) de Delmer Daves : le shérif
- 1948 : Jeanne d'Arc (Joan of Arc) de Victor Fleming : un garde du comte de Luxembourg
- 1948 : La Rivière d'argent (Silver River) de Raoul Walsh : Major Ross
- 1948 : Les Liens du passé (I Love Trouble) de S. Sylvan Simon : Sergent Muller
- 1948 : Les Géants du ciel (Fighter Squadron) de Raoul Walsh : Major Sanford
- 1948 : Mon héros (A Southern Yankee) d'Edward Sedgwick
- 1948 : Le Sang de la terre (Tap Roots) de George Marshall : un visiteur
- 1948 : Visage pâle (The Paleface) de Norman Z. McLeod : Zach
- 1949 : La Maison des étrangers (House of Strangers) de Joseph L. Mankiewicz : un inspecteur de la banque
- 1949 : El Paso, ville sans loi (El Paso) de Lewis R. Foster
- 1949 : Miss Grain de sel (Miss Grant Takes Richmond) de Lloyd Bacon : l'architecte (non crédité)
- 1950 : Le Marchand de bonne humeur (The Good Humor Man) de Lloyd Bacon : Steven
- 1950 : The Killer That Stalked New York d’Earl McEvoy
- 1951 : Les Pirates de la Floride (The Barefoot Mailman) d'Earl McEvoy : Piggot
- 1951 : Tomahawk de George Sherman : Capitaine Fetterman
- 1952 : Le Masque arraché (Sudden Fear) de David Miller : George Ralston
- 1953 : Le Cirque infernal (Battle Circus) de Richard Brooks : un colonel
- 1953 : La Petite Constance (Confidentially Connie) d'Edward Buzzell: Professeur Archie Archibald
- 1953 : Le Justicier impitoyable (Back to God's Country) de Joseph Pevney : Carstairs
- 1953 : Le Déserteur de Fort Alamo (The Man from the Alamo) de Budd Boetticher : Lieutenant-colonel William B. Travis
- 1954 : Une étoile est née (A Star Is Born) de George Cukor : un employé du tribunal de nuit
- 1954 : L'Aigle solitaire (Drum Beat) de Delmer Daves : un docteur de l'armée
- 1954 : Le Calice d'argent (The Silver Chalice) de Victor Saville : un surveillant de stand
- 1954 : Objectif Terre (Target Earth) de Sherman A. Rose : lieutenant Wood
- 1955 : La Muraille d'or (Foxfire) de Joseph Pevney : Foley
- 1955 : Pavillon de combat (The Eternal Sea) de John H. Auer
- 1955 : Les Rôdeurs de l'aube (Rage at Dawn) de Tim Whelan : Murphy (le barman)
- 1955 : Les Forbans (The Spoilers) de Jesse Hibbs : le directeur de la banque
- 1956 : Brisants humains (Away All Boats) de Joseph Pevney : Dr Flynn
- 1957 : À des millions de kilomètres de la Terre (20 Million Miles to Earth) de Nathan Juran : Dr Sharman
- 1957 : L'Odyssée de Charles Lindbergh (The Spirit of St. Louis) de Billy Wilder : Donald Hall (ingénieur en chef de la Ryan Airlines)
- 1958 : Crépuscule sur l'océan (Twilight for the Gods) de Joseph Pevney : un officier
- 1959 : La Chevauchée des bannis (Day of the Outlaw) d'André de Toth : Clay
- 1959 : Ils n'ont que vingt ans (A Summer Place) de Delmer Daves : l'avocat de Ken
- 1964 : Cinq Mille Dollars mort ou vif (Taggart) de R. G. Springsteen : un colonel
- 1971 : Quand siffle la dernière balle (Shoot Out) d'Henry Hathaway : un commerçant
- 1971 : L'Apprentie sorcière (Bedknobs and Broomsticks) de Robert Stevenson : un gardien de la vieille demeure
- 1972 : L'Auberge de la terreur (Terror House) de Bud Townsend : Henry Smith
- 1974 : The Bat People de Jerry Jameson : Tramp
- 1974 : Un amour de Coccinelle (Herbie Rides Again) de Robert Stevenson : le surveillant de la plage
- 1978 : L'Inévitable Catastrophe (The Swarm) d'Irwin Allen : un ingénieur

### Télévision
Séries

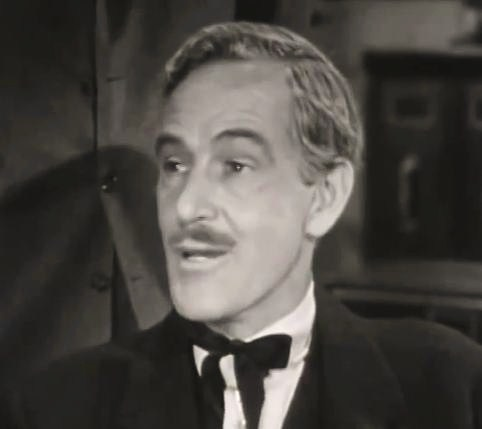
Dans Histoires du siècle dernier, épisode Black Bart (rôle-titre, 1954)

- 1952-1959 : Les Aventuriers du Far West (Death Valley Days)
  - Saison 1, épisode 8 The Little Dressmaker of Bodie (1952) de Stuart E. McGowan
  - Saison 2, épisode 17 The Rainbow Chaser (1954) de Stuart E. McGowan
  - Saison 7, épisode 29 The Talking Wire (1959) : Ben Cannon
  - Saison 8, épisode 8 Hang 'Em High (1959) : Ben Hudson
- 1954 : Histoires du siècle dernier (Stories of the Century)
  - Saison 1, épisode 16 Black Bart de William Witney : rôle-titre
- 1954-1955 : Les Aventures de Superman (Adventures of Superman)
  - Saison 2, épisode 24 Star of Fate (1954) de Thomas Carr : Dr Wilson
  - Saison 3, épisode 12 The Seven Souvenirs (1955) de George Blair : M. Jasper
- 1955 : Alfred Hitchcock présente (Alfred Hitchcock Presents), première série
  - Saison 1, épisode 12 Le Père Noël de la 10e Avenue (Santa Claus and the Tenth Avenue Kid) de Don Weis : M. Chambers
- 1955-1964 : Lassie
  - Saisons 2 à 11, 41 épisodes : Dr Frank Weaver
- 1956 : Crusader
  - Saison 2, épisode 1 The Syndicate, épisode 2 Expose, épisode 5 The Healer de Jus Addiss et épisode 6 Open Highway de Don McDougall : Walter Cronan
- 1957 : La Flèche brisée (Broken Arrow)
  - Saison 1, épisode 16 The Trial (1957) d'Albert S. Rogell : Marshal Neilson
  - Saison 2, épisode 20 Warrant for Arrest (1958) : Marshal Gary
- 1958 : Elfego Baca (The Nine Lives of Elfego Baca)
  - Saison 1, épisode 2 Four Down and Five Lives to Go (1958) de Norman Foster : M. Harfy
- 1958-1964 : La Grande Caravane (Wagon Train)
  - Saison 1, épisode 29 The Daniel Barrister Story (1958) : Jim (un garde)
  - Saison 2, épisode 17 The Ben Courtney Story (1959) d'Abner Biberman : le maire Storey
  - Saison 6, épisode 11 The Kurt Davos Story (1962 - Will Hershey) de Bernard Girard et épisode 34 Alias Bill Hawks (1963 - Martin Wells) de Jerry Hopper
  - Saison 7, épisode 32 The Last Circle Up (1964) : Dewhurst Jameson
- 1958-1964 : Perry Mason, première série
  - Saison 1, épisode 39 The Case of the Rolling Bones (1958) : Willard Scott
  - Saison 2, épisode 28 The Case of the Spanish Cross (1959) : James Morrow Sr.
  - Saison 7, épisode 1 The Case of the Nebulous Nephew (1963) : Leonard
  - Saison 8, épisode 2 The Case of the Paper Bullets (1964) : Edgerton Cartwell
- 1959 : Au nom de la loi (Wanted : Dead or Alive)
  - Saison 1, épisode 25 L'Accusation (The Corner) de R. G. Springsteen : Dr Dan Wood

- 1959 : Zorro

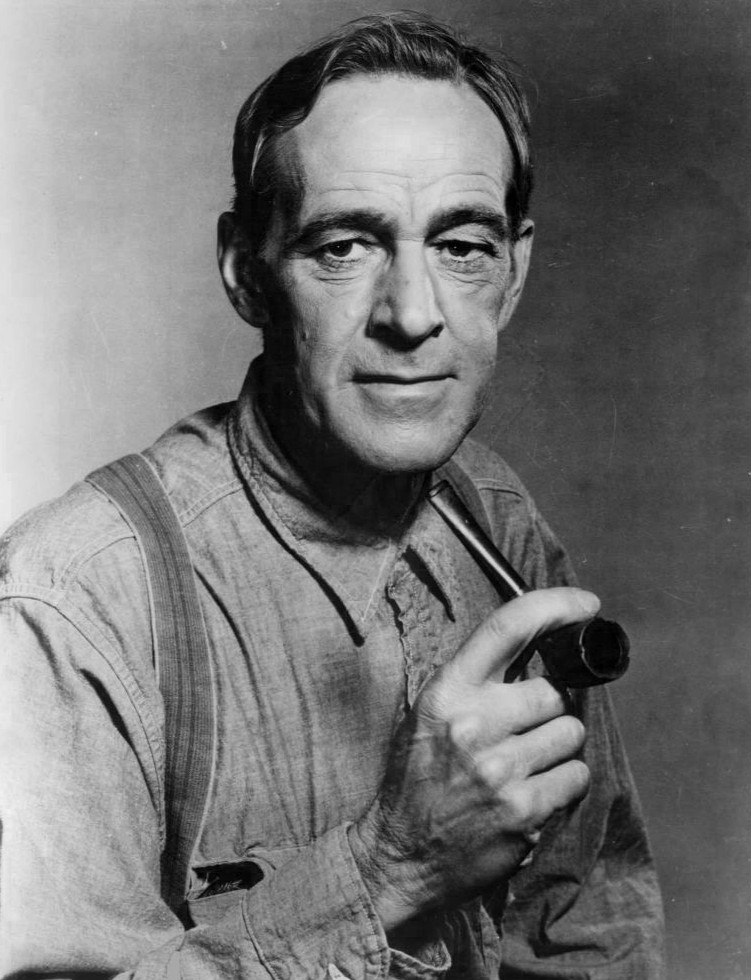
Dans Le Grand Prix (photo promotionnelle de 1960)

  - Saison 2, épisode 21 Où est le père ? (The Missing Father), épisode 22 Je vous prie de me croire (Please Believe Me) et épisode 23 Le Bijou révélateur (The Brooch) : Gonzales (+ Don Miguel, ép. 23)
- 1959 : Bat Masterson
  - Saison 1, épisode 31 Promised Land : « Doc » Ferguson
- 1959 : Denis la petite peste (Dennis the Menace)
  - Saison 1, épisode 10 Mr. Wilson's Award de Don Taylor : Dr Sinclair
- 1959 : Laramie
  - Saison 1, épisode 15 Night of the Quiet Man de Lesley Selander : le barman à Dodge City
- 1960 : L'Homme à la carabine (The Rifleman)
  - Saison 2, épisode 23 The Grasshopper de Lewis Allen : le conducteur de diligence
- 1960-1962 : Le Grand Prix (National Velvet)
  - Saisons 1 et 2, 58 épisodes (intégrale) : Herbert Brown
- 1960-1962 : Bonanza
  - Saison 1, épisode 20 The Fear Merchants (1960) de Lewis Allen : Cyrus Hammond
  - Saison 4, épisode 14 The Jury (1962) de Christian Nyby : le juge Crane
- 1961 : Le Renard des marais (The Swamp Fox)
  - Saison 2, épisode 1 La Femme courageuse (A Woman's Courage) de Lewis R. Foster : un capitaine
- 1964-1969 : Le Virginien (The Virginian)
  - Saison 3, épisode 15 A Man of the People (1964) de William Witney : Ownie Francis
  - Saison 8, épisode 13 A Woman of Stone (1969) d'Abner Biberman : Sam Foster
- 1965-1968 : La Grande Vallée (The Big Valley)
  - Saison 1, épisode 11 La Prairie maudite (The Way to Kill a Killer, 1965) de Joseph M. Newman : le professeur Hawthorne
  - Saison 2, épisode 9 Amnésie (The Man from Nowhere, 1966) de Joseph H. Lewis : le docteur
  - Saison 3, épisode 16 Les Gens de bien (The Good Thieves, 1968) : Dr Merar
- 1965-1968 : Les Mystères de l'Ouest (The Wild Wild West)
  - Saison 1, épisode 9 La Nuit du couteau à double tranchant (The Night of the Double-Edged Knife, 1965) de Don Taylor : Orrin Cobb
  - Saison 2, épisode 16 La Nuit des traquenards (The Night of the Tottering Tontine, 1967) : Applegate
  - Saison 4, épisode 4 La Nuit de l'éternelle jeunesse (The Night of the Sedgewick Curse, 1968) de Marvin J. Chomsky : A. T. Redmond
- 1966 : Daniel Boone
  - Saison 2, épisode 23 Gun-Barrel Highway de John Florea : Sawyer
- 1967 : Voyage au fond des mers (Voyage to the Bottom of the Sea)
  - Saison 3, épisode 26 Détruisez le Neptune ! (Destroy Seaview!) de Jus Addiss : Dr Land
- 1967 : Le Cheval de fer (Iron Horse)
  - Saison 2, épisode 3 Gallows for Bill Pardew de Gene Nelson : Andy
- 1968-1972 : L'Homme de fer (Ironside)
  - Saison 2, épisode 11 Le Macabre Micawber (The Macabre Mr. Micawber, 1968) de Jeannot Szwarc : Horatio Shute
  - Saison 3, épisode 5 Fumez des mirages (Eye of the Hurricane, 1969) de Don McDougall : Warden Leydon
  - Saison 5, épisode 20 Le Talon d'Achille (Achille's Heel, 1972) de Raymond Burr : Austen Quill
- 1974 : Docteur Marcus Welby (Marcus Welby, M.D.)
  - Saison 6, épisode 6 The Fatal Challenge : Dr Olson
- 1975 : L'Homme qui valait trois milliards (The Six Million Dollar Man)
  - Saison 2, épisode 17 Le Sosie (Look Alike) de Jerry London : Carruthers
- 1976 : Alice
  - Saison 1, épisode 1 (pilote) de Paul Bogart : Stuff Johnson
- 1976 : La Petite Maison dans la prairie (Little House on the Prairie)
  - Saison 3, épisode 8 Fred de William F. Claxton : Phineas Jenks
- 1977 : Kojak, première série
  - Saison 5, épisode 7 Les Deux Sœurs (Letters of Death) : Ezra Rawlings
- 1978 : Baretta
  - Saison 4, épisode 21 Barney de Don Medford
- 1978 : La Famille des collines (The Waltons)
  - Saison 7, épisode 9 The Beau
- 1980 : Drôles de dames (Charlie's Angels)
  - Saison 4, épisode 18 Qu'on est bien chez soi (Home $weeet Homes) d'Allen Baron : M. Mayhew
- 1978-1981 : Lou Grant
  - Saison 2, épisode 8 Slaughter (1978) de Roger Young : Earl Girton
  - Saison 3, épisode 17 Inheritance (1980) de Roger Young : Dr Bradey
  - Saison 4, épisode 11 Generations (1981) d'Harvey S. Laidman : Harvey

Téléfilms
- 1974 : Ma and Pa de Jerry London
- 1976 : L'Affaire Lindbergh (The Lindbergh Kidnapping Case) de Buzz Kulik : Osborne
- 1979 : Hot Rod de George Armitage : Norton Erdelatz